# Jaltepec Centro
Jaltepec Centro är en ort i kommunen San José del Rincón i delstaten Mexiko i Mexiko. Samhället hade 1 414 invånare vid folkräkningen 2020.